# Lucien Le Boudec
Lucien Le Boudec est un officier général français, né à Paris le 18 janvier 1923, et mort à l'hôpital militaire Bégin de Saint-Mandé (Val-de-Marne), le 19 août 2013.
Figure des parachutistes, Lucien Le Boudec a la singularité d’être un des rares généraux français à avoir commencé sa carrière comme soldat de 2e classe.
Cinq fois blessé au combat et titulaire de onze citations, dont six à l'ordre de l'armée, le général le Boudec fut élevé à la dignité de Grand-croix de la Légion d’Honneur et de Grand-croix de l'Ordre National du Mérite.
En son honneur, la 57e promotion d’élèves-officiers de l’École militaire interarmes (2017-2019) a choisi le 21 juillet 2018, d'être baptisée "Promotion général Le Boudec".

## Biographie

### Enfance, engagement et Campagne de France
Lucien Le Boudec nait le 18 janvier 1923 à Paris, à l’hôpital Saint-Louis. Né de père inconnu et de milieu très modeste, il est rapidement contraint d'interrompre ses études, bien qu'ayant été lauréat du Concours Général. Devenu instituteur pour pouvoir préparer par correspondance le concours d’Ingénieur des Travaux Publics, il veut échapper au STO en 1944, et rejoint le maquis de Saint-Marcel (Morbihan), où il s’engage comme volontaire au 8e Bataillon FFI du Morbihan en opération sur le front de Lorient. En novembre 1944, son bataillon FFI est dissous pour devenir le 4e escadron du 19e régiment de dragons. Il alterne alors les séjours d'instruction en garnison à Pontivy, et une présence en ligne sur le front de la Poche de Lorient.

### Armistice et Écoles militaires
Une fois l'armistice signé, son unité est rattachée au Régiment colonial de chasseurs de chars qui est envoyé à l'été 45, en occupation à Dornhan en Allemagne (district de Rottweil). Nommé successivement brigadier, brigadier-chef et maréchal-des-logis, il est détaché pour préparer le concours d’entrée à l'École militaire interarmes de Saint-Cyr Coëtquidan. Il intègre l’EMIA en mars 1946 (promotion Indochine), et à l’issue de sa scolarité, choisit les troupes de marine (spécialité « Arme blindée cavalerie ») puis rejoint l'école d’application de l’ABC à Saumur en mars 1947.

### Premier séjour en Indochine
En mars 1948, nommé sous-lieutenant, il est affecté à la Ire Demi-brigade coloniale de commandos parachutistes cantonnée à Vannes-Meucon où il devient moniteur parachutiste. Affecté au 6e Bataillon colonial de commandos parachutistes, ancêtre du 6e régiment de parachutistes d'infanterie de marine, il embarque pour l’Indochine en juin 1949. Il sert d'abord en Annam, dans la région de Hué, à la tête d'un groupe de commando, puis, nommé lieutenant, il est détaché de son unité, pour prendre le commandement du centre d'entrainement de saut de la base aéroportée de Saïgon. Au total, ce premier séjour durera deux ans. Il y recevra une blessure au combat et trois citations.

### Second séjour en Indochine
En juin 1952, Lucien Le Boudec est volontaire pour un second séjour en Indochine. Il est réaffecté au 6e Bataillon de Parachutistes coloniaux, devenu le 6e BPC, commandé alors par le chef de bataillon Marcel Bigeard. L’unité sera très vite connue sous le nom de « Bataillon Bigeard ». Il participe aux Combats de Tu Lê, en octobre 1952, au terme duquel il est fait Chevalier de la Légion d’Honneur à titre exceptionnel,. En 1953, il participe à l'opération de Lạng Sơn (Opération Hirondelle), à la prise de Diên Biên Phu (Opération Castor). Nommé commandant de compagnie, fin 53, il participe à la tête de la 6e CIP (6e compagnie indochinoise de parachutistes) aux opérations de Ban Na son Khone, Se-No et Cat-Bi, avant d'être parachuté une seconde fois sur Diên Biên Phu, le 16 mars 1954. Durant les cinquante jours de la bataille de Diên Biên Phu, il sera blessé quatre fois, nommé capitaine à titre exceptionnel, puis officier de la légion d’Honneur à titre exceptionnel (JO du 10 février 1955 pour prendre rang du 7 mai 1954). Prisonnier des Viêt-Minhs à la chute du camp retranché, il subira quatre mois de captivité et une marche de plus de 700 kilomètres, au cours desquels plus des deux-tiers de ses frères d'armes prisonniers seront décimés. Il est libéré à Việt Trì le 2 septembre 1954 et rapatrié un mois plus tard. Au terme de ce second séjour en Indochine, il totalise six nouvelles citations.

### Algérie & Chypre
En février 1955, il est affecté à la Ire Demi-brigade de parachutistes coloniaux de Bayonne, puis en mars 1956, à l'escadron de jeeps armées du 3e BPC cantonné à Bône en Algérie. En septembre 1956, il participe à l'opération de Chypre, qui devait être préalable à l’expédition de Suez. Il reçoit deux nouvelles citations, avant de demander sa mutation en métropole.

### Carrière en métropole et outre-mer
En décembre 1957, il prend le commandement de la compagnie d’instruction de la Ire Demi-brigade de parachutistes coloniaux, à Bayonne.
De 1960 à 1963, il est affecté comme chef d'État-major au 7e régiment de parachutistes d'infanterie de marine à Dakar (Sénégal).
De 1963 à 1965, il est affecté comme directeur de l’instruction combat à l’ETAP (École des troupes aéroportées), à Pau. Il est promu chef de bataillon et commandeur de la Légion d’Honneur.
De 1966 à 1968, il devient officier TAP et directeur de l'éducation physique et sportive aux Écoles de Saint-Cyr Coëtquidan.
Promu lieutenant-colonel, il commande de 1968 à 1970, le 2e régiment de parachutistes d'infanterie de marine, cantonné à Ivato (Madagascar)
De 1971 à 1973, il devient directeur de l’instruction à l’École Interarmées des Sports de Fontainebleau. Il est promu colonel.
De 1974 à 1976, il est affecté comme Directeur de l’assistance militaire technique à N’Djamena (Tchad).
De 1976 à 1980, il est affecté comme commandant adjoint de la 2e division blindée (2e DB), cantonnée à Saint-Germain-en-Laye, puis à Versailles. Nommé général de brigade, il intègre le 18 janvier 1980, la deuxième section des officiers généraux.

### Deuxième section
Placé en deuxième section, Lucien Le Boudec sera par trois fois décoré par un Président de la République. Le 16 septembre 1980, il est élevé à la dignité de Grand Officier de la Légion d’Honneur par Valéry Giscard d’Estaing (décret du 7 juillet 1980). Le 16 octobre 1998, il est élevé à la dignité de Grand-Croix de l’ordre national du Mérite par Jacques Chirac (décret du 30 avril 1998), et le 30 novembre 2009, il est élevé à la dignité de Grand-Croix de la Légion d’Honneur par Nicolas Sarkozy (décret du 11 mai 2009).
De 1984 à 1994 , Lucien Le Boudec préside l’amicale des anciens du 6e régiment de parachutistes d'infanterie de marine, héritier du 6e BPC.
En septembre 2012, il fait don de ses souvenirs cinématographiques d'Indochine à l'Établissement de communication et de production audiovisuelle de la Défense (ECPAD).
Atteint de deux cancers, et au terme d'un dernier long combat contre la maladie, le général Le Boudec s’est éteint le 19 août 2013, à l’hôpital d'instruction des armées Bégin à Saint-Mandé (Val-de-Marne). Ses obsèques ont été célébrées aux Invalides le 26 août 2013. Après une messe en la cathédrale Saint-Louis, les honneurs militaires lui ont été rendus dans la Cour d'honneur des Invalides en présence des plus hautes autorités militaires et du drapeau du 2e RPIMa, régiment dont il avait été chef de corps. Le général Le Boudec a été inhumé aux côtés de son épouse au cimetière des arches de Louveciennes (Yvelines).

## Publications
En mars 2013, Lucien Le Boudec a publié aux éditions Lavauzelle, un livre de mémoires alternant récits et correspondances, intitulé : Élevé à la dignité, Mémoires 1923-1954  (ISBN 2702515649),.
L’Association des écrivains combattants a décerné à ce livre le Prix Jacques-Chabannes 2014
Le Comité national d'entente des anciens combattants d'Indochine (CNEAI) lui a décerné le Prix de l’Histoire vécue 2015.

## Documentaire
Lucien Le Boudec a été choisi pour être un des personnages principaux d’un film documentaire sur l’histoire de la guerre d’Indochine intitulé Nos soldats perdus en Indochine (René-Jean Bouyer, 2014, 58 min) diffusé en avril 2014 sur France 3,

## Hommage posthume
En décembre 2013, le 2e RPIMa, régiment dont il fut le chef de corps de 1968 à 1970, a baptisé sa piste d’audace commando « Général Le Boudec ». Cette piste est située à Bourg-Murat, village de la commune de Tampon sur l’Île de la Réunion.

## Parrain de promotion
Le 21 juillet 2018, lors de la traditionnelle cérémonie du Triomphe des Écoles de Saint-Cyr Coëtquidan, la 57e promotion d'élèves-officiers de l'École militaire interarmes a choisi de porter le nom de : "Promotion général Le Boudec".
L'hommage lu sur le Marchfeld, le soir du baptême de promotion, commençait en ces termes :
"Dévouement, abnégation, patriotisme, sacrifice, engagement… Ce sont là quelques-unes des valeurs militaires qui ont guidé le Général Le Boudec tout au long de sa vie au service des armes de la France. Ce sont là quelques-unes des valeurs militaires que la 57e promotion de l’École militaire interarmes a fait siennes en choisissant comme parrain ce chef de guerre admiré de ses pairs et de ses hommes.
Imprégnés de cette épopée exceptionnelle, les cadets rassemblés devant vous ce soir sont fiers de marcher dans les pas de cette figure légendaire qui à force de détermination et bravoure s’est hissé du grade de soldat à celui de Général. Son exemple s’inscrit pleinement dans la mission immuable de l’École Militaire Interarmes, celle de former les officiers issus des corps de troupes."

Description héraldique de l’insigne de promotion
L'insigne se compose d'un rectangle bleu en référence à l'EMIA, flanqué du sabre d'officier modèle F1, gravé du nom Gal LE BOUDEC. En partie haute figure la plaque de Grand Croix de la Légion d'Honneur avec en dessous, les deux étoiles de général de brigade. La croix de Lorraine au centre, rappelle le passé de résistant. La carte l'Indochine aux couleurs de la croix de guerre des Théâtres d'opérations extérieures évoque les neuf citations obtenues par le général en Indochine. Une chimère noire fait référence à l'insigne de la promotion Indochine auquel le général Le Boudec a appartenu. Enfin, en bas à droite, figure l'insigne des parachutistes des troupes de marine, héritiers des BCCP et BPC.
Bouclier d'azur timbré en chef d'une plaque de grand-croix de la Légion d'honneur hissant de l'écu et broché à dextre d'une aile stylisée d'argent ; broché d'une carte d'Indochine aux couleurs du ruban de la croix de guerre des TOE chargée en chef d'une croix de Lorraine tréflée de gueules. Accompagnée à dextre d'une chimère de sable armée d'un poignard, en chef de deux étoiles d'argent, et brochée d un sabre à la lame chargée du grade et du nom « GAL LE BOUDEC » à la poignée brochant l'écusson aux armes des parachutistes des troupes de marine.

Chant de promotion
Exemple pour nos vies, et modèle au combat, 
Nous voulons aujourd'hui rejoindre votre aura
et recueillir le nom qui nous honorera :
"Promotion général Le Boudec".

À l’été 44, sur notre Terre occupée, 
Un feu ardent anime votre cœur de français, 
Refusant la défaite, rejoignant le maquis, 
Votre carrière commence au 8e FFI, 
Et l’ennemi vaincu, vous visez l’excellence, 
À l’école Interarmes grandit votre vaillance.

Refrain:
Invincible guerrier, porté par Saint Michel, 
Demeurez à jamais notre glorieux modèle.
Votre ardeur au combat fera grandir nos âmes
Donnez cet héritage ce sera notre flamme.
Général le Boudec, officier prestigieux, 
Que votre exemple nous porte aussi haut que les cieux.

Promotion Indochine, le destin est scellé, 
Vous quittez la Bretagne et ses landes boisées
Pour rallier les paras, la Colo' et Bigeard.
Commence alors pour vous la tourmente et la gloire.
Dans l’orage des combats, une balle vous meurtrit, 
Vos commandos sont là et traquent l’ennemi.
(Refrain)
Héroïque épopée menant à Diên Biên Phu, 
Parachuté des cieux, l’enfer est en dessous.
Rafales, obus, grenades, le vietminh s'y acharne
Méprisant vos blessures, vous luttez avec hargne, 
Et par votre héroïsme et tous vos sacrifices
Vous revenez vivant des camps de leurs supplices.

Invincible guerrier, porté par Saint-Michel
Vous serez toujours notre glorieux modèle.
Officier superbe, votre vie nous guidera
Au cœur de nos vies, comme dans tous nos combats.
Général Le Boudec, vous notre grand ancien
La promotion aspire à suivre votre chemin
Le 20 juillet 2019, la promotion parvenue au terme de sa scolarité, a inauguré avant de se séparer, un buste de leur parrain dans le camp de Saint-Cyr-Coëtquidan. Réalisée par Agnès Le Boudec, fille du général, l'œuvre est placée dans la perspective directe de la stèle érigée en hommage aux combattants de Dien Bien Phu.

## Décorations
- Grand-croix de la Légion d'honneur (JO. décret du 11 mai 2009)[12],
- Grand-croix de l'ordre national du Mérite (JO. décret du 30 avril 1998),
- Croix de guerre des Théâtres d'opérations extérieurs (6 palmes et 3 étoiles),
- Croix de la Valeur militaire (2 étoiles),
- Croix du combattant,
- Croix du combattant volontaire de la Résistance,
- Insigne des blessés militaires (5 blessures de guerre),
- Médaille commémorative française de la guerre 1939–1945, agrafe Libération,
- Médaille commémorative de la campagne d'Indochine
- Médaille coloniale avec agrafe Extrême-Orient,
- Médaille commémorative française des opérations du Moyen-Orient,
- Médaille commémorative des opérations de sécurité et de maintien de l'ordre,
- Médaille de la jeunesse, des sports et de l'engagement associatif, argent,
- Chevalier de la Légion d’honneur vietnamienne,
- Croix de guerre vietnamienne avec palme,
- Croix du Mérite Taï,
- Officier de la Légion d’honneur de la République malgache.

Le général Le Boudec portait par ailleurs à titre individuel la fourragère aux couleurs de la Croix de guerre des TOE, ayant participé à plusieurs des opérations où son unité fut citée à l'ordre de l'Armée.

### Vidéos externes
Site de la promotion Général Le Boudec
- « Accueil - EMIA », sur EMIA (consulté le 3 mars 2024)

La promotion Général Le Boudec saute en tenue de Parade - YouTube
► 2:07
- (en) « EMIA - La promotion GAL Le Boudec saute en Tenue de Parade » [vidéo], sur YouTube (consulté le 31 décembre 2023)

Cérémonie nocturne du Triomphe 2018 - Vidéo dailymotion
► 44:45
- (en) « Cérémonie nocturne du Triomphe 2018 » [vidéo], sur Dailymotion (consulté le 31 décembre 2023)

Chant de la promotion Général Le Boudec - YouTube
► 4:37
- (en) « Chant promotion Général Le Boudec » [vidéo], sur YouTube (consulté le 31 décembre 2023)

Chant "La prière" EMIA 57/58 Triomphe 2019 - YouTube
- (en) « " la prière " emia 57/58 triomphe 2019 » [vidéo], sur YouTube (consulté le 31 décembre 2023)

Chant" Ô douce France" par la Promotion Général Le Boudec 14.7.2019
- (en) « #14JuilletLeDéfilé : "Ô douce France",  en hommage aux blessés de guerre » [vidéo], sur YouTube (consulté le 31 décembre 2023)

Triomphe 2019, cérémonie nocturne 2019
- (en) « Triomphe 2019 » [vidéo], sur YouTube (consulté le 31 décembre 2023)